# Mad Not Mad
Mad Not Mad – szósty album angielskiego zespołu ska – pop rockowego Madness. Został nagrany w między marcem i kwietniem 1985 roku dla wytwórni Zarjazz. Na rynku ukazał się 30 września tego samego roku. Producentami płyty byli Clive Langer i Alan Winstanley. Album doszedł do 16 miejsca na brytyjskiej liście przebojów.
Jest to jedyny album Madness nagrany bez Mike'a Barsona, po jego opuszczeniu zespołu w 1984 roku.

## Lista utworów
1. "I'll Compete" – 3:20 (Thompson/Woodgate)
2. "Yesterday's Men" – 4:36 (Foreman/McPherson)
3. "Uncle Sam" –	4.13 (Foreman/Thompson/Thompson)
4. "White Heat" – 3:48 (McPherson/Smyth)
5. "Mad Not Mad" – 4:10 (McPherson/Smyth)
6. "Sweetest Girl" – 5:45 (Green)
7. "Burning The Boats" – 4:29 (Foreman/McPherson)
8. "Tears You Can't Hide" – 3:08 (Smyth)
9. "Time" – 4:19 (Smyth)
10. "Coldest Day" – 4:22 (Foreman/Langer/McPherson)

## Single z albumu
- "The Sweetest Girl" (1985) UK # 64
- "Uncle Sam" (1985) UK # 21
- "Yesterday's Men" (1985) UK # 18

## Muzycy
- Graham McPherson (Suggs) – śpiew
- Chris Foreman (Chrissie Boy) – gitara
- Mark Bedford (Bedders) – bas
- Lee Thompson (Kix) – saksofony
- Dan Woodgate (Woody) – perkusja
- Cathal "Chas Smash" Smyth – drugi wokal, śpiew (8)
- Steve Nieve – instrumenty klawiszowe
- Roy Davies – pianino
- Judd Lander – harmonijka ustna
- Louis Jardim – instrumenty perkusyjne
- Afrodiziak – drugi wokal
- Jimmy Chambers – drugi wokal
- Jimmy Helms – drugi wokal
- Jimmy Thomas – drugi wokal